# Imperator rhodopurpureus
Imperator rhodopurpureus (Smotl.) Assyov, Bellanger, Bertéa, Courtec., Koller, Loizides, G. Marques, J.A. Muñoz, Oppicelli, D. Puddu, F. Rich. & P.-A. Moreau, 2015 è un fungo delle Boletaceae. Presenta una grossa variabilità cromatica per la quale sono state individuate nel tempo varietà e addirittura specie affini.

## Descrizione della specie

### Cappello
10-25 cm, carnoso, sodo; emisferico, poi convesso; leggermente tomentoso, talvolta fessurato al centro; color rosso-scuro, facilmente cambia colore verso il blu al tocco. 

### Tubuli
Fino a 2,5 cm, liberi o leggermente arrotondati al gambo; giallo-limone, poi giallo-verdastri, che virano nel blu se sfregati.

### Pori
Piccoli, rotondi e leggermente angolosi; color arancione, poi rosso scuro, viranti nel blu al tocco. 

### Gambo
8-16 x 4-8 cm, tozzo, cilindrico, allargato alla base, da giallo a rosso-arancio, ricoperto da un fitto reticolo rosso.

### Carne
Spessa, soda, giallo-limone con sfumature giallo-verdastre; al taglio vira rapidamente nel blu.
- Odore: di frutta.
- Sapore: dolciastro ed acidulo.

### Spore
Sub-fusiformi, bruno-oliva in massa.

## Habitat
Cresce su terreno calcareo, sotto boschi di latifoglie o misti, in estate-autunno.

## Commestibilità
Velenoso.
Provoca sindrome gastrointestinale. Molto tossico da crudo, in alcune regioni viene considerato commestibile dopo ripetuti lavaggi e prolungate bolliture. Tuttavia la sua tossicità, per quanto diminuita, è accertata anche dopo lunghe precotture, per cui è un fungo assolutamente da evitare. Si dice tra l'altro che ingerito crudo faccia quasi subito perdere i sensi.

## Etimologia
Dal latino purpureus = purpureo, per il colore rosso del cappello e dei pori.

## Sinonimi e binomi obsoleti
- Boletus rhodopurpureus Smotl., C.C.H. 29(1-3): 31 (1952)
- Suillellus rhodopurpureus (Smotl.) Blanco-Dios, Index Fungorum 211: 2 (2015)
- Boletus purpureus sensu NCL (1960), auct. brit.; fide Checklist of Basidiomycota of Great Britain and Ireland (2005)
- Boletus rhodopurpureus f. polypurpureus Smotl., C.C.H. 29(1-3): 31 (1952)
- Boletus rhodopurpureus var. polypurpureus (Smotl.) Hlaváček, Mykologický Sborník 73(3): 86 (1996)
- Boletus rhodopurpureus f. xanthopurpureus Smotl., C.C.H. 29(1-3): 31 (1952)
- Boletus xanthopurpureus (Smotl.) Hlaváček, Mykologický Sborník 63(5): 132 (1986)
- Suillellus rhodopurpureus f. xanthopurpureus (Smotl.) Blanco-Dios, Index Fungorum 211: 2 (2015)
- Imperator rhodopurpureus f. xanthopurpureus (Smotl.) Mikšík, Index Fungorum 260: 1 (2015)
- Boletus rhodopurpureus f. poridecolorans Klofac, Öst. Z. Pilzk. 14: 37 (2005)
- Suillellus rhodopurpureus f. poridecolorans (Klofac) Blanco-Dios, Index Fungorum 211: 2 (2015)
- Imperator rhodopurpureus f. poridecolorans (Klofac) Mikšík, Index Fungorum 260: 1 (2015)

## Specie simili
- Rubroboletus satanas (velenoso) che ha però il gambo con un reticolo meno fitto.